# لوسي قواي
لوسي قواي (بالإنجليزية: Lucie Guay)‏ (و. 1958  م) هي كاياكير كندية، ولدت في مونتريال، شاركت في الألعاب الأولمبية الصيفية 1984، وركوب الكنو في الألعاب الأولمبية الصيفية 1984 – سيدات كاياك 4 500 متر ‏.
.

## روابط خارجية
- لوسي قواي على موقع اللجنة الأولمبية الدولية (الإنجليزية)
- لوسي قواي على موقع أوليمبيديا (الإنجليزية)
- لوسي قواي على موقع اللجنة الأولمبية الكندية (الإنجليزية)
- لوسي قواي على موقع قاعة كيبيك للمشاهير الرياضية (الفرنسية)